# مونا ترائوره
مونا ترائوره (انگلیسی: Mouna Traoré) بازیگر و فیلم‌ساز اهل کانادا است. وی از سال ۲۰۰۹ میلادی تاکنون مشغول فعالیت بوده است.
از فیلم‌ها یا مجموعه‌های تلویزیونی که وی در آن‌ها نقش داشته است، می‌توان به ماجراهای مرداک، پلیس‌های تازه‌کار، آکادمی آمبرلا، خدایان آمریکایی و کری اشاره نمود.